# Pagouda
Pagouda – miasto w Togo, w regionie Kara.